# Rath (Bedburg)
Rath is een plaats in de Duitse gemeente Bedburg, deelstaat Noordrijn-Westfalen, en telt 919 inwoners (30 juni 2021). Rath is het meest oostelijke dorp in de gemeente Bedburg.
In het dorp staat een halte van de buslijn van Bedburg naar Niederaußem, gemeente Bergheim (v.v.).

## Geschiedenis
Het dorp Rath is in de middeleeuwen ontstaan (zie link naar gemeentewebsite voor meer informatie).

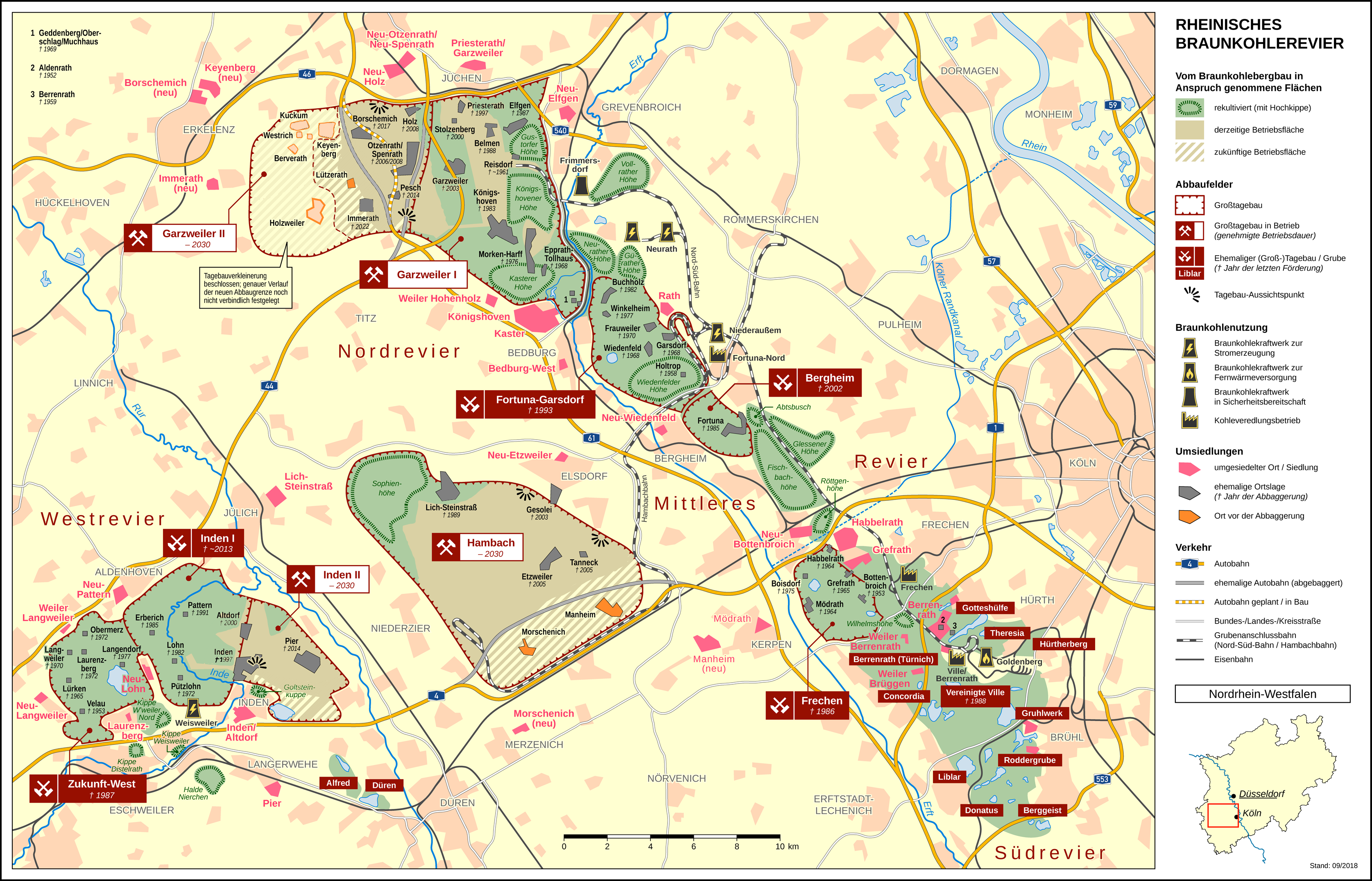
Kaart Rijnlands bruinkoolgebied. Bedburg ligt iets linksboven het midden van deze kaart.
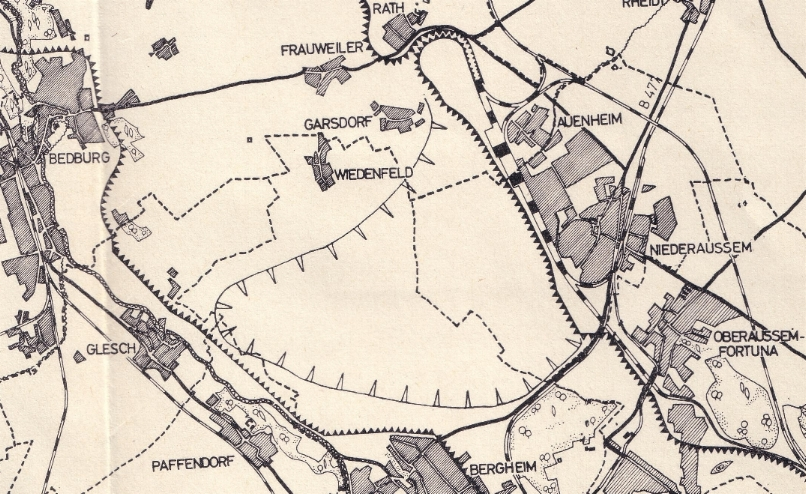
Kaart bruinkoolgebied Fortuna-Garsdorf uit 1983. Garsdorf, Frauweiler en Wiedenfeld zijn aan de bruinkoolwinning ten offer gevallen.

Dichtbij Bedburg werd van 1953 tot 1993 in de bruinkoolgroeve Fortuna-Garsdorf op grote schaal bruinkool gewonnen in dagbouw. Onder andere de vroegere bij Bedburg behorende dorpen Garsdorf, Frauweiler en Wiedenfeld zijn aan de bruinkoolwinning ten offer gevallen.
De inwoners van Garsdorf en Frauweiler verhuisden naar nieuwbouwwijken te Rath, dat van een gehucht van enkele boerderijen zo ineens een dorp met ruim 1.000 inwoners werd.

## Bezienswaardigheden
- Het automuseum te Bedburg-Rath is gewijd aan het Franse automerk Rosengart.
- In de omgeving van het dorp zijn na de sluiting en het gedeeltelijk dichtstorten van de bruinkoolgroeven enige nieuwe recreatie- en natuurterreinen ingericht.